# Флотаційна машина «Денвер Суб-А»

Схема механічної флотаційної машини типу «Денвер Суб-А».
1 — імпелер; 2 — статор; 3 — центральна труба; 4 — карман; 5 — шибер для регулювання рівня пульпи; 6 — циркуляційний отвір для подачі пульпи на імпелер; 7 — отвір для видалення крупнозернистого матеріалу.

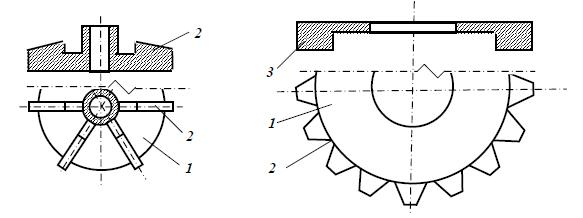
Рис 1 — Імпелер флотаційної машини «Денвер Суб-А».
1 — диск імпелера; 2 — радіальні лопатки імпелера.
Рис 2 — Статор флотаційної машини «Денвер Суб-А».
1 — диск статора; 2 — клиноподібні виїмки статора; 3 — радіальні лопатки статора.

Флотаційна машина типу «Денвер Суб-А» (США) — прямотечійна з одно- або двостороннім зйомом піни (рис.). Машина застосовується в основному в перечисних операціях і при селекції колективних концентратів, оскільки забезпечує повернення промпродуктів без застосування насосів.
Флотаційна машина типу «Денвер Суб-А» відрізняється від флотомашин типу ФМ конструкцією аератора.
Замість надімпелерного диску в машині «Денвер Суб-А» встановлений статор — диск з радіальними лопатками, у якому отвори замінені клиноподібними виїмками. Клиноподібні виїмки у диску статора слугують для спрямування частини пульпо-повітряної суміші, яка викидається імпелером, до центральної труби, що забезпечує більш рівномірний розподіл повітря в камері. Імпелер являє собою
диск із шістьма клиноподібними лопатками. Повітря в камеру або засмоктується з атмосфери, або подається від повітродувки.
Флотомашини «Денвер Суб-А» випускаються з місткістю камер від 3,3 до 11,3 м3.